# Kunzewo (Kaliningrad)
Kunzewo (russisch Кунцево; deutsch Weßlienen) ist ein Dorf in der russischen Oblast Kaliningrad (Gebiet Königsberg (Preußen)) und gehört zur Pogranitschnoje selskoje posselenije (Landgemeinde Pogranitschny (Hermsdorf)) im Rajon Bagrationowsk (Kreis Preußisch Eylau).

## Geographische Lage
Kunzewo liegt sieben Kilometer südwestlich von Laduschkin in direkter Nähe zum Frischen Haff (Kaliningradski saliw) an einer Nebenstraße von Pjatidoroschnoje nach Primorskoje zwischen der Fernstraße A 194 (heute auch Europastraße 28) und der Bahnstrecke Malbork–Kaliningrad der früheren Preußischen Ostbahn. Bahnstation ist der sechs Kilometer entfernte Haltepunkt Primorskoje Nowoje.

## Ortsname
Der deutsche Ortsname leitet sich von dem Hofbesitzer Jorge Wesselyn ab, der hier 1461 lebte. Die Ortsbezeichnung Kunzewo kommt in Russland mehrmals vor.

## Geschichte

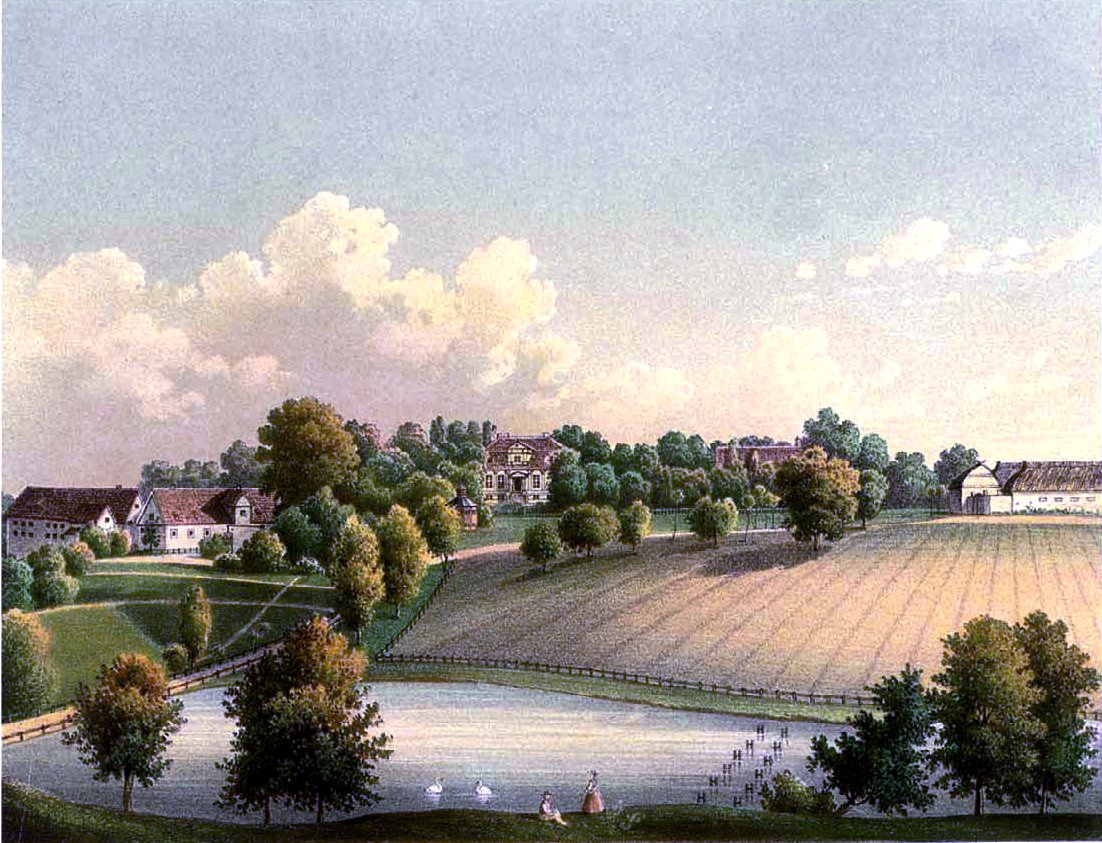
Rittergut Weßlienen um 1860, Sammlung Alexander Duncker

Weßlienen wird 1419 zum ersten Male urkundlich erwähnt. Hier gab es zunächst drei Höfe. Im Jahre 1551 gelangte der Oberburggraf, Starost zu Dirschau, Amtshauptmann zu Tapiau und kurfürstlich brandenburgischer Kammerherr Christoph von Kreytzen (1512–1578) durch Güteraustausch in den Besitz eines großen Teils von Weßlienen. Sein Enkel Obermarschall und Landhofmeister Andreas von Kreytzen (1579–1641) ergänzte den Besitz um den fehlenden Teil. Oberleutnant Georg Christoph von Kreytzen war bis 1720 Eigentümer.
Danach erwarb es Etatminister und Obermarschall Marquard Ludwig von Printzen, der es 1723 an Christoph Aegidius von Negelein, Oberbürgermeister von Königsberg übereignete.
Von 1768 bis 1832 war Weßlienen dann Besitz der Familie des Geheimen Etats- und Kriegsministers sowie Obermarschalls Friedrich Gottfried von der Groeben (1726–1799) und dessen Erben.
Weßlienen kam danach an den Landrat des Kreises Heiligenbeil, Rudolf von Auerswald (1798–1866) und wurde von diesem an Karl August Samuel von Schmeling (1839–1882) verkauft.
Im Jahre 1907 schließlich erwarb Gustav Leopold von Bülow (1874–1924) das Gut, und in dieser Familie blieb Weßlienen bis 1945.
Weßlienen zählte im Jahre 1910 insgesamt 148 Einwohner. Der Ort lag im Landkreis Heiligenbeil im Regierungsbezirk Königsberg der preußischen Provinz Ostpreußen. Seit dem 11. Juni 1874 war der Gutsbezirk Weßlienen Teil des Amtsbezirks Balga, bis er am 18. Juni 1909 in den Gutsbezirk Wolittnick und am 30. September 1928 in die Landgemeinde Wolittnick eingegliedert wurde. Diese wiederum wurde am 12. Juli 1929 aus dem Amtsbezirk Balga in den Amtsbezirk Stuthenen (heute nicht mehr existent) umgegliedert, der bis 1945 die drei Gemeinden Bolbitten (nicht mehr existent), Partheinen und Wolittnick bestand. Letzter Amtsvorsteher war Wilhelm Dalheimer in Bolbitten.
Seit 1945 liegt Weßlienen auf russischem Staatsgebiet und trägt die Bezeichnung Kunzewo. Der Ort gehört zum Rajon Bagrationowsk in der Oblast Kaliningrad. Das ehemalige Gutshaus – erst 1912 umgebaut – brannte 1947 ab und wurde nicht wieder errichtet. Lediglich einige Nebengebäude des Gutes haben überlebt.

## Kirche
Weßlienen hatte ebenso wie Kunzewo heute kein eigenes Gotteshaus. Vor 1945 war Kirchort das Nachbardorf Bladiau, in das weitere 46 Ortschaften eingepfarrt waren. Es lag im evangelischen Kirchenkreis Heiligenbeil in der Kirchenprovinz Ostpreußen der Kirche der Altpreußischen Union. Letzter deutscher Geistlicher war Pfarrer Heinrich Geiger.

## Persönlichkeiten
- Julius Aegidius von Negelein (1706–1772), preußischer Hofgerichtsvizepräsident
- Karl von Broesigke (1790–1852), Generalmajor